# 白颈鸫
白颈鸫（学名：Turdus albocinctus）为鶲科鸫属的鸟类。分布于印度、尼泊尔、不丹、缅甸以及中国大陆的西藏、四川等地，主要生活于海拔2300-3800米的云杉林灌丛或湖、河边灌丛间。该物种的模式产地在喜马拉雅山脉。